# میانه‌دوست(مزوفیل)
میانه‌دوست (به انگلیسی: Mesophile) به گروهی از ارگانیسم‌ها یا اندامگانی اطلاق می‌شود که در دمای معتدلی زندگی می‌کنند که نه بیش از اندازه سرد و نه بیش از حد گرم است و معمولاً میان ۲۰ تا ۴۵ درجه سانتیگراد است. این اصطلاح بیشتر برای میکرو ارگانیسم‌ها کاربرد دارد. در مقابل گروه میانه دوست، شدیددوست‌ها قرار دارند که در محیط‌های خشن زندگی می‌کنند.